# Bistum Comayagua
Das Bistum Comayagua (lat.: Dioecesis Comayaguensis) ist eine in Honduras gelegene römisch-katholische Diözese mit Sitz in Ciudad de Comayagua.

## Geschichte

### Das erste Bistum Comayagua
Papst Clemens VII. beauftragte 1527 Alfonso de Talavera mit der Wahrnehmung der bischöflichen Aufgaben in den Gebieten im heutigen Honduras, die von 1524 bis 1526 von den Spaniern erobert worden waren. Er wies ihm jedoch keinen festen Bischofssitz zu. Bischof Talavera, der seine Tätigkeit 1531 aufnahm, unterstand dem Bischof von Santo Domingo.
Die Gründung eines Bistums für das Gebiet des Verwaltungsbezirks Honduras (Gobernación de Honduras) im Generalkapitanat Guatemala war päpstlicherseits schon 1531 beabsichtigt; Clemens VII. hatte am 6. September 1531 eine entsprechende Bulle ausfertigen lassen. Die tatsächliche Gründung konnte jedoch erst 1539 erfolgen, nach der Zustimmung durch den spanischen König Karl I. Zum ersten „Bischof von Honduras“ ernannte Papst Paul III. Cristóbal de Pedraza, der 1545 schließlich in Honduras eintraf. Bischofssitz war zunächst Trujillo. 1561 wurde der Bischofssitz nach Villa de Santa María de la Nueva Valladolid de Comayagua, kurz Comayagua, verlegt. Fortan wurde das „Bistum Honduras“ deshalb auch als „Bistum Comayagua“ bezeichnet.
1916 wurde der Bischofssitz nach Tegucigalpa verlegt.

### Das heutige Bistum Comayagua
Das heutige Bistum Comayagua wurde am 13. März 1963 durch Papst Johannes XXIII. aus Gebietsabtretungen des Erzbistums Tegucigalpa errichtet und diesem als Suffraganbistum unterstellt.

## Bischöfe von Comayagua

### Von 1561 bis 1916
- Jerónimo de Covella OSH (1561–1575)
- Alfonso de la Cerda OP (1578–1587)
- Gaspar de Andrada OFM (1587–1612)
- Alfonso del Galdo OP (1612–1628)
- Luis de Cañizares OFM (1628–1645)
- Juan Merlo de la Fuente (1650–1656)
- Alonso Vargas OSA (1678–…)
- Pedro de los Reyes Ríos de la Madrid OSB (1699–1700)
- Juan Pérez Carpintero OPraem (1701–1724)
- Antonio Guadalupe Lopez Portillo OFM (1725–1742)
- Francisco Molina OSBas (1743–1749)
- Diego Rodríguez de Rivas y Velasco (1751–1762)
- Isidro Rodríguez OSBas (1764–1767)
- Antonio Macarayuca Minguilla de Aguilain (1767–1772)
- Francisco José Palencia (1773–1775)
- Francisco Antonio de San Miguel Iglesia Cajiga OSH (1777–1783)
- Fernando Cardiñanos OFM (1788–1794)
- Vicente Navas OP (1795–1809)
- Francisco de Paula Campo y Pérez (1844–1853)
- Juan Félix de Jesús Zepeda (1861–…)
- Emanuele Francesco Velez (1887–…)
- Jaime-Maria Martinez y Cabanas (1902–1916)

### Seit 1963
- Bernardino Mazzarella OFM, 1963–1979
- Geraldo Scarpone Caporale OFM, 1979–2004
- Roberto Camilleri Azzopardi OFM, 2004–2023
- Ángel Falzón OFM, seit 2024